# Gussasphaltkocher

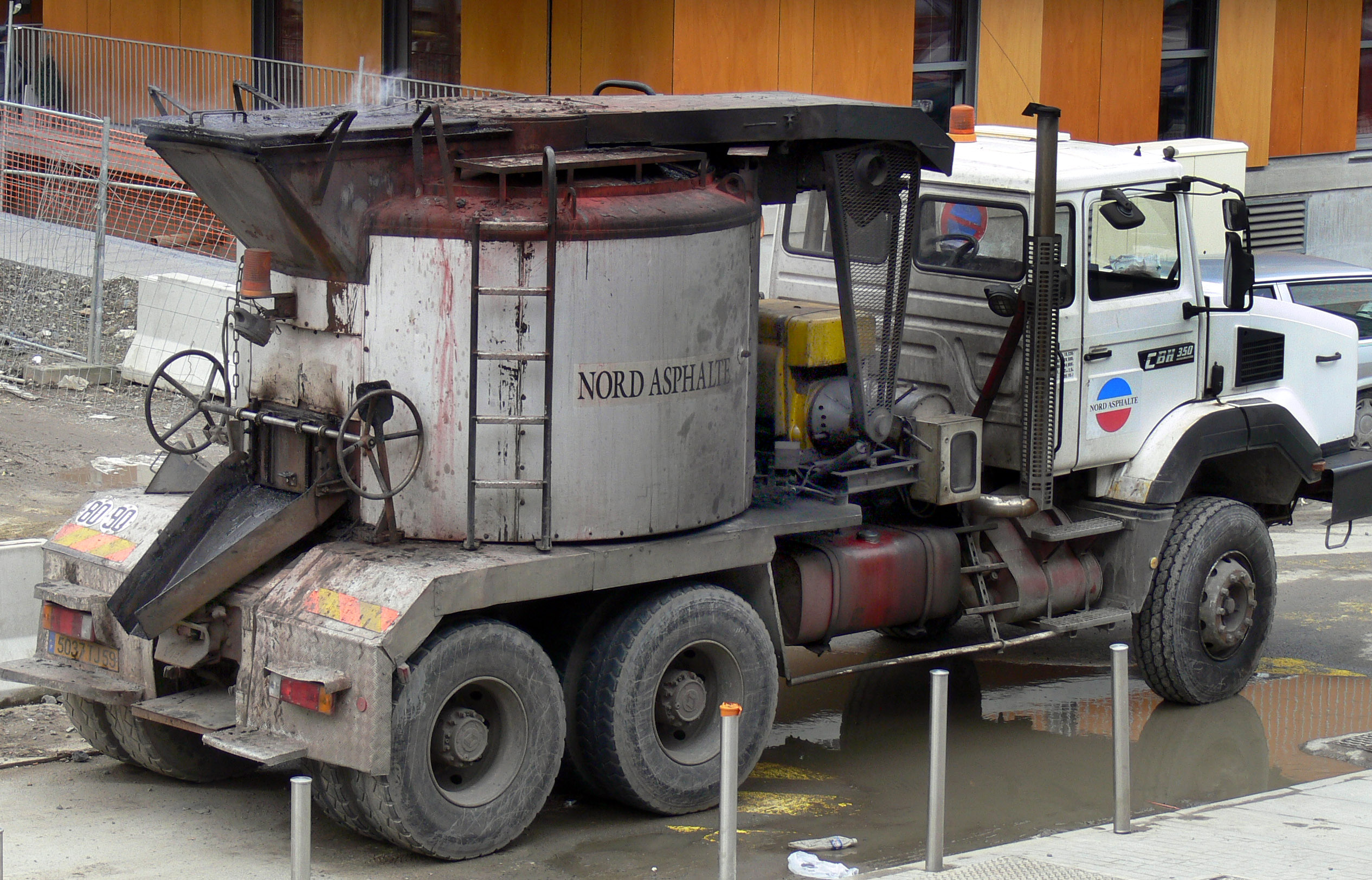
Gussasphaltkocher mit vertikal aufgebautem Rührkessel

Ein Gussasphaltkocher ist ein fahrbares Arbeitsgerät zum Transport von Gussasphalt. Er ist entweder auf ein Lkw-Fahrgestell, einen Anhänger oder eine abstellbare Wechselbrücke montiert. Während des Transports wird der Gussasphalt ständig aufgeheizt und durch ein Rührwerk gemischt.

## Technik

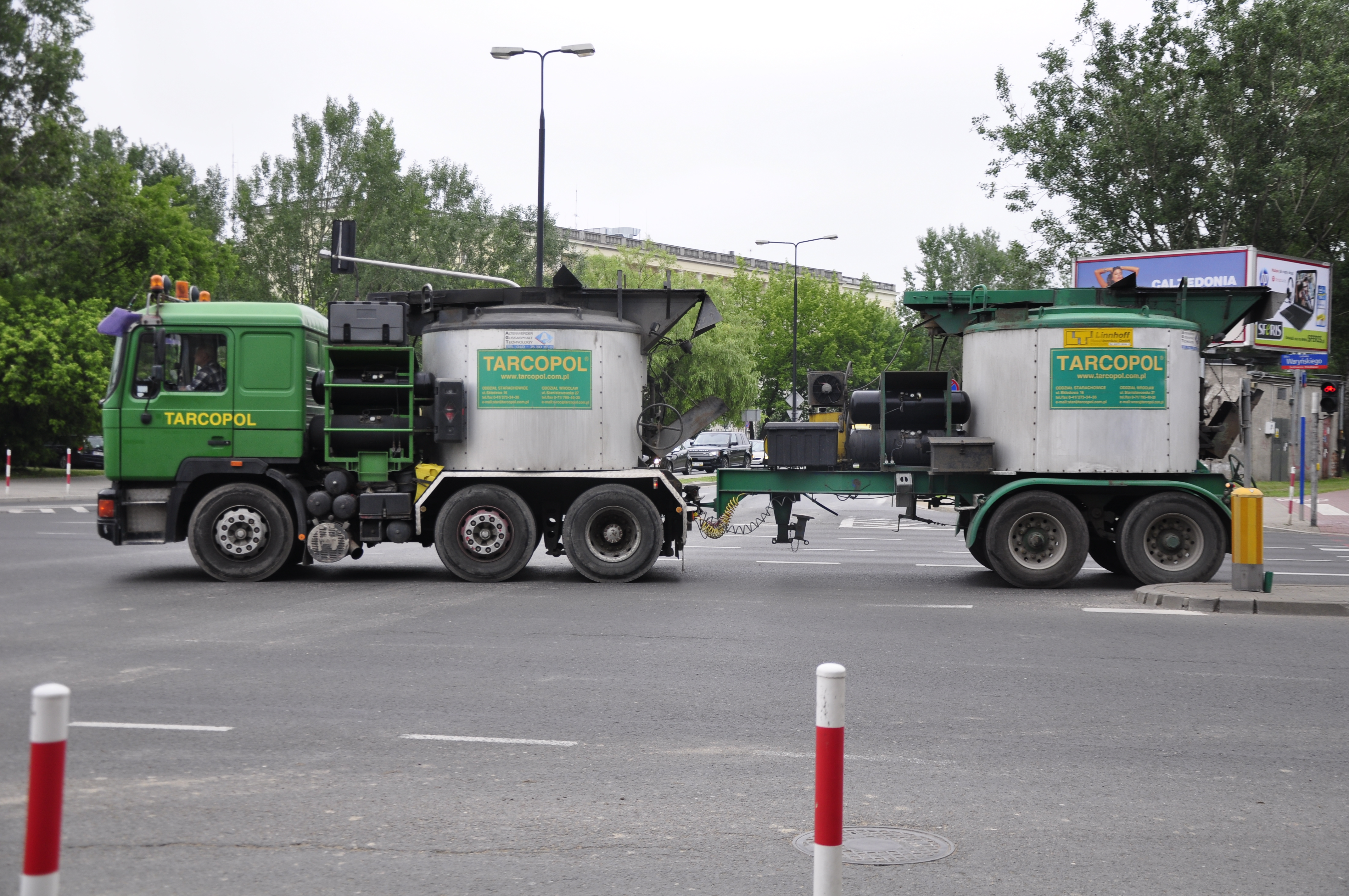
Vertikale Gussasphaltkocher auf einem Sattelzug-Fahrgestell und einem Tandemanhänger

Gussasphalt wird in festen oder portablen Asphaltmischwerken hergestellt und besteht aus einem Gemisch aus Bitumen, Sand, Splitt, Steinmehl und Zusätzen. Beim Transport zur Baustelle muss dieses Mischgut unterschiedlicher Korngröße ständig gleichmäßig verteilt werden, damit die groben Gesteinskörnungen (Splitt) nicht auf den Kesselboden absinken. Daher sind Gussasphaltkocher mit einem langsam drehenden Rührwerk ausgestattet. Diese Rührwellen sind in Kugellagern fixiert und aus hitzebeständigem Stahl gefertigt. Angetrieben werden sie meist durch schallgekapselte Dieselmotoren, bei einigen Modellen durch den laufenden LKW-Motor. Um Restmengen besser entleeren zu können, können die Kessel um einige Zentimeter gekippt werden; der Dieselmotor treibt auch die hierfür erforderliche Hydraulikpumpe an.
Gussasphalt hat eine ideale Verarbeitungstemperatur von 220 bis 235 °C. Für den Transport müssen die Kessel daher beheizbar sein. Dazu dient eine Gasbrenneranlage, die das Mischgut thermostatgesteuert ständig auf der gewünschten Temperatur hält. Diese Heizung wird aus auf dem Fahrgestell montierten, in der Regel rot lackierten Gastanks versorgt. Vor allem kleine Brenner haben auch austauschbare Gasflaschen. Alternativ kann als Brennstoff auch Öl verwendet werden, das über Ölbrenner den Kocher beheizt. Die aktuelle Asphalttemperatur und der Arbeitsdruck werden durch ein Alarmssystem mit Anzeige im Schaltkasten und auch im Fahrerhaus überwacht. Bei Bedarf kann es mit einer Datenaufzeichnung verbunden werden, mit der weitere relevante Daten, wie die Betriebszeiten, jederzeit ausgelesen und über Datenanschluss (zum Beispiel per Mobiltelefon) weiterleitet werden können. Eine Sicherheitsabschaltung verhindert eine Überhitzung des Kochers und des Mischgutes.
Der Kessel ist meist aus 8 bis 10 mm dickem Spezialstahl gefertigt und umlaufend mit Steinwolle oder einem vergleichbaren Isoliermaterial versehen. Moderne Kocher haben eine glänzende, relativ leicht zu reinigende Außenverkleidung aus rostfreiem Stahl. Aus Gewichtsgründen sind die Kotflügel des Fahrzeuges meist aus Aluminium gefertigt. Dieser grundlegende Aufbau ist bei allen Gussasphaltkochern gleich, kann aber je nach Hersteller durch Optionen erweitert werden. Hierzu gehört zum Beispiel ein seitlicher Auslass, der eine Entnahme zum Bürgersteig hin ermöglicht.

## Ausführungen und Kapazität
Es stehen zwei Aufbauvarianten zur Verfügung:
- Stehende, vertikale Gussasphaltkocher: Der Kocher wird stehend auf das Fahrgestell aufgebaut; die Kapazität ist durch die zulässige Gesamthöhe des Fahrzeuges begrenzt. Je nach Art des LKW bzw. Anhängers ist ein Transportvolumen zwischen 200 und 6.200 Liter üblich.[1] Daher eignen sich für stehende Gussasphaltkocher auch die kurzen Fahrgestelle von Sattelzugfahrzeugen. Die Rührarme sind oben im Kessel hängend angebracht.

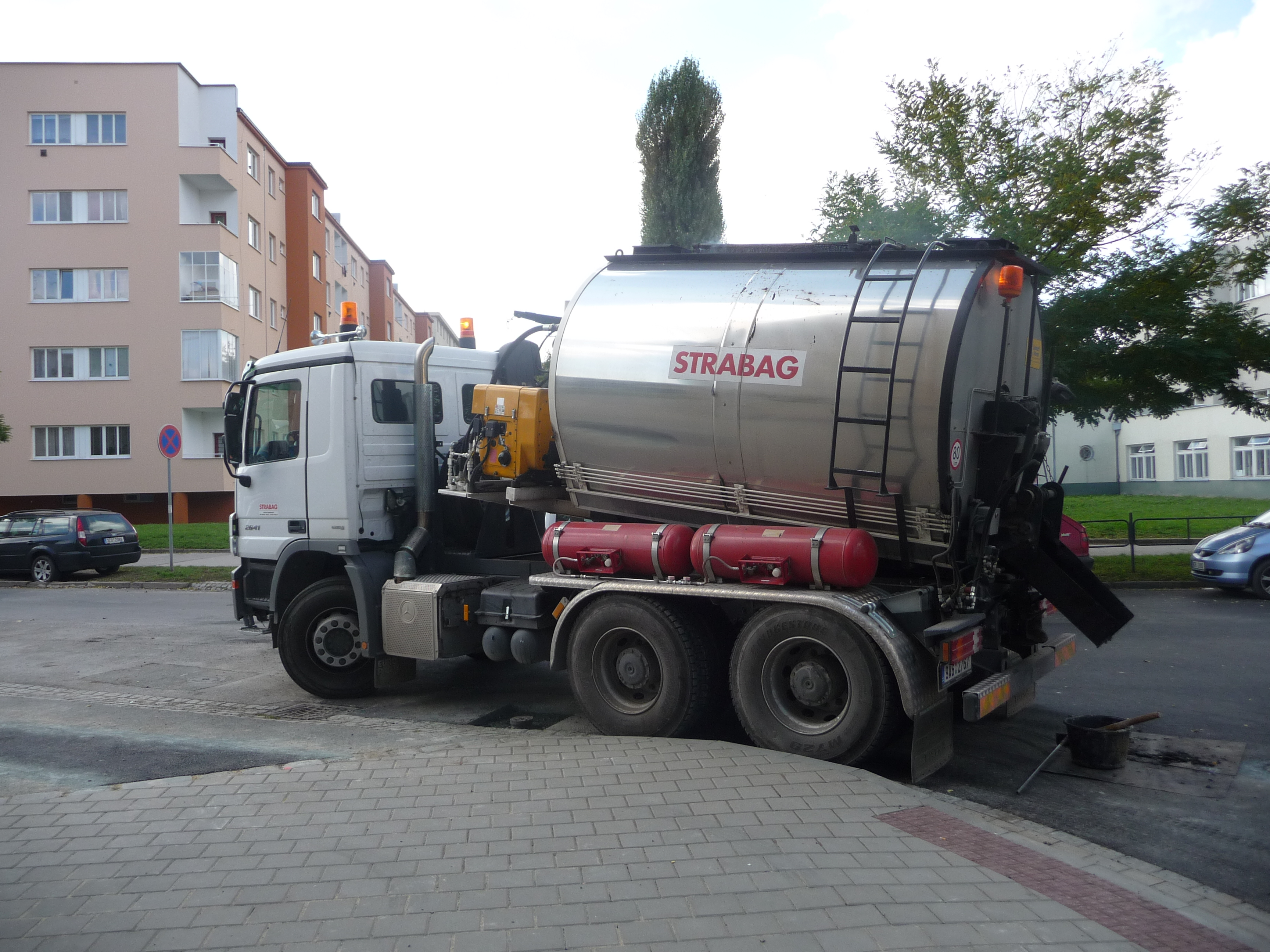
Liegend aufgebaute Gussasphaltkocher ermöglichen größere Transportkapazitäten.

- Liegende, horizontale Gussasphaltkocher: Da hier der Kocher auf dem Fahrgestell „liegt“, kann die gesamte Länge der Ladefläche des Fahrzeuges genutzt werden. Daher eignen sich für diesen Aufbau auch große Sattelauflieger, wobei Kapazitäten bis zu 12.000 Liter möglich sind.[2] Die Rührarme bzw. Rührwellen müssen horizontal angebracht werden. Da sie bei dieser Variante im Bereich des heißen Gussasphalts liegen, müssen sie mit speziellen, temperaturbeständigen Stopfbuchsen sorgfältig abgedichtet werden. Um die Einfüllklappe sicher erreichen zu können, haben horizontale Gussasphaltkocher in der Regel eine fest montierte Leiter und ein kleines Podest.

## Transport vom Mischwerk zur Baustelle
Der Transport von Gussasphalt über lange Strecken ist kein technisches Problem, aber unwirtschaftlich. Deshalb gibt es in Deutschland ein Netzwerk von Asphaltmischwerken. Jede Baustelle ist damit in rund 150 km Fahrt mit frischem Asphalt zu erreichen. In Europa gibt es rund 4100 Asphaltmischwerke.

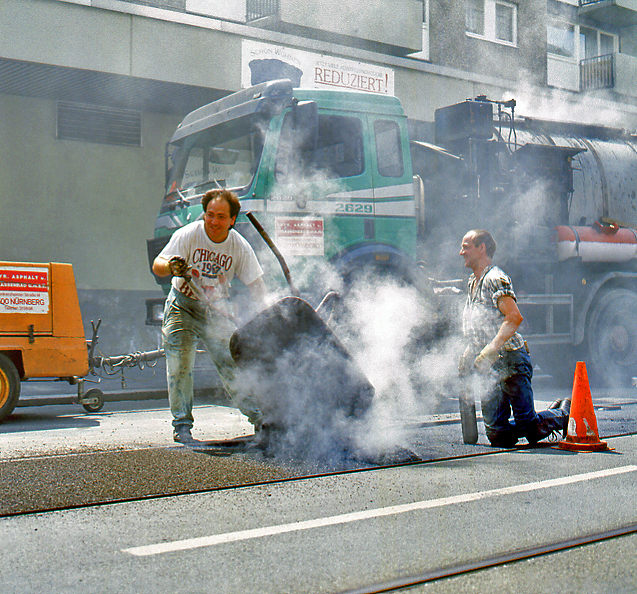
An kleineren Baustellen wird der Asphalt vom Gussasphaltkocher per Schubkarre zur Einbaustelle gebracht und von Streichern händisch verstrichen.

## Transport auf der Baustelle
An der Baustelle hängt der Weitertransport des Gussasphalts von den örtlichen Gegebenheiten ab:
- Bei kleinen Baustellen wird der Gussasphalt aus einem hydraulischen Zapfen am Kocher in Holzeimer (manchmal auch in abnehmbare Schurren) abgelassen und vom sogenannten Träger mit einem Tragjoch zur Einbaustelle gebracht,[4] dabei trägt er ein Gesamtgewicht von bis zu 60 kg.[5] Dort wird der Asphalt von den sogenannten Glättern (auch Streicher) mit Streichgeräten aus Holz händisch verteilt. Um die richtige Dicke (3 bis 3,5 cm) abzuschätzen, ist es erforderlich, dass Glätter meist auf den Knien arbeiten. Auf kleinen, ebenerdigen Baustellen werden statt des Tragejochs auch Schubkarren verwendet.
- In höheren Bauwerken, zum Beispiel bei Parkdecks, kann der Asphalt direkt aus dem Gussasphaltkocher mit speziellen, mobilen Gussasphaltpumpen bis zu einer Höhe von 20 Metern gepumpt werden[6]. Erscheint der Einsatz solcher Pumpen nicht wirtschaftlich, wird der Asphalt mitsamt Eimer oder Schubkarre mit einem Baustellenaufzug oder einem Kran auf die gewünschte Höhe gezogen.
- Bei größeren Straßenbaustellen wird der Asphalt vom Fahrzeug direkt vor der selbstfahrenden Gussasphaltbohle entladen.  Für die Herstellung eines gleichmäßigen Straßenbelags ist es erforderlich, dass diese Bohle über den gesamten Einbauzeitraum ununterbrochen mit Asphalt versorgt wird. Um dies zu gewährleisten, ist die ständige Bereithaltung einer ausreichenden Materialmenge erforderlich; an größeren Straßenbaustellen erkennbar an der Vielzahl wartender Gussasphaltkocher.
- Für größere Baustellen, die nicht von LKW befahren werden können, zum Beispiel Tiefgaragen oder schmale Radwege, wurden spezielle Vorderkipper (Dumper) entwickelt.[7] Dies sind kleine, sehr wendige, auch auf engstem Raum fahrbare Gussasphaltkocher mit kurzem Radstand; sie können bis zu 600 Liter transportieren.

## Bildergalerie

Gussasphaltkocher 1880: Der Asphalt wurde mit einer Holzfeuerung erhitzt, das Rührwerk von Hand bedient.
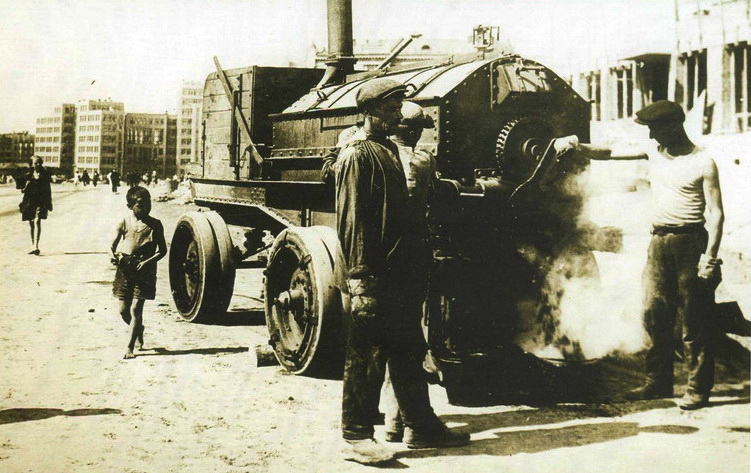
Horizontaler Asphaltkocher 1920er Jahre auf dem Freiheitsplatz der Stadt Charkow (heute Ukraine).
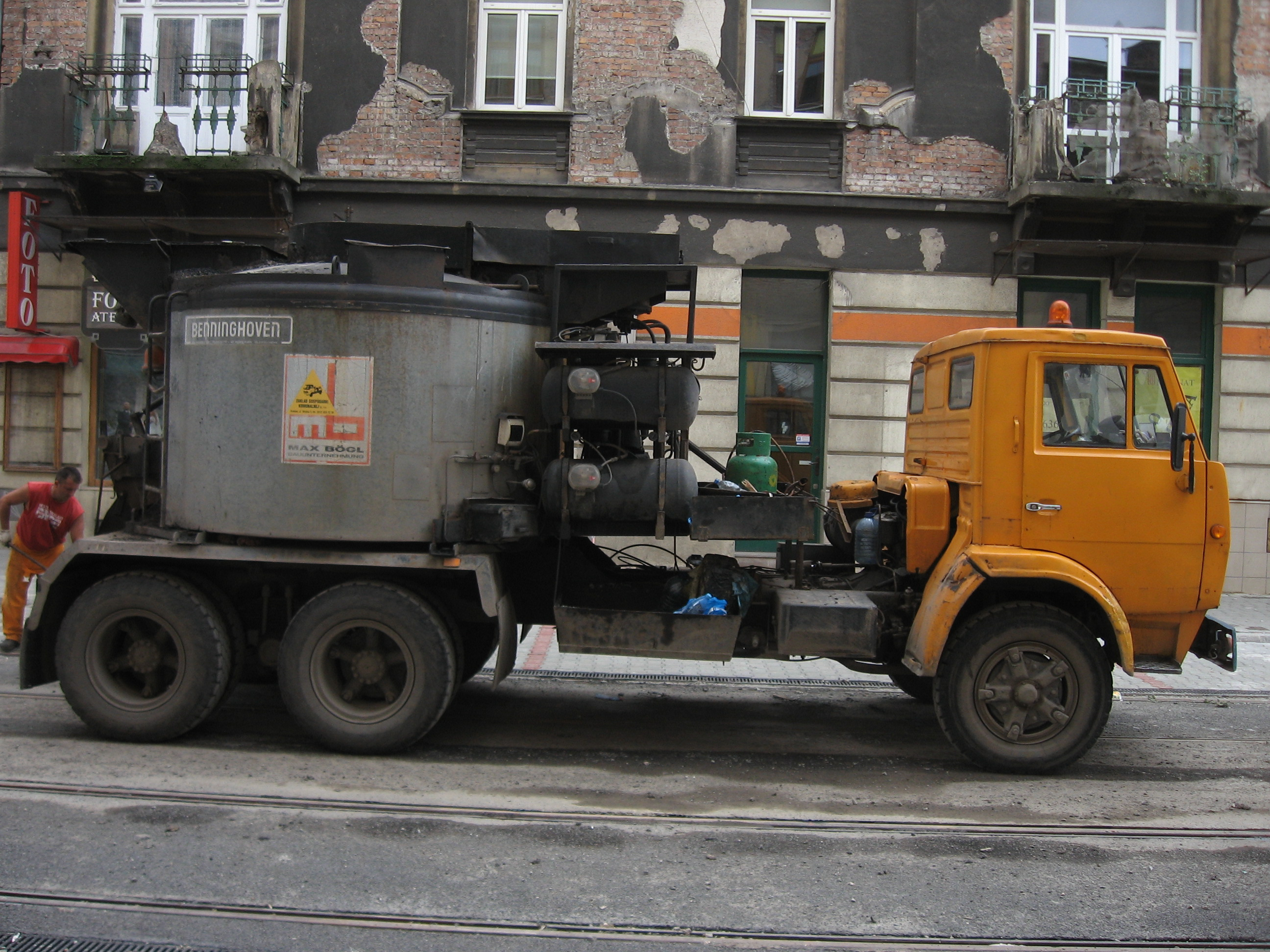
Vertikaler Gussasphaltkocher 2010 auf einem russischen KAMAZ-Fahrgestell in Kraków (Polen).
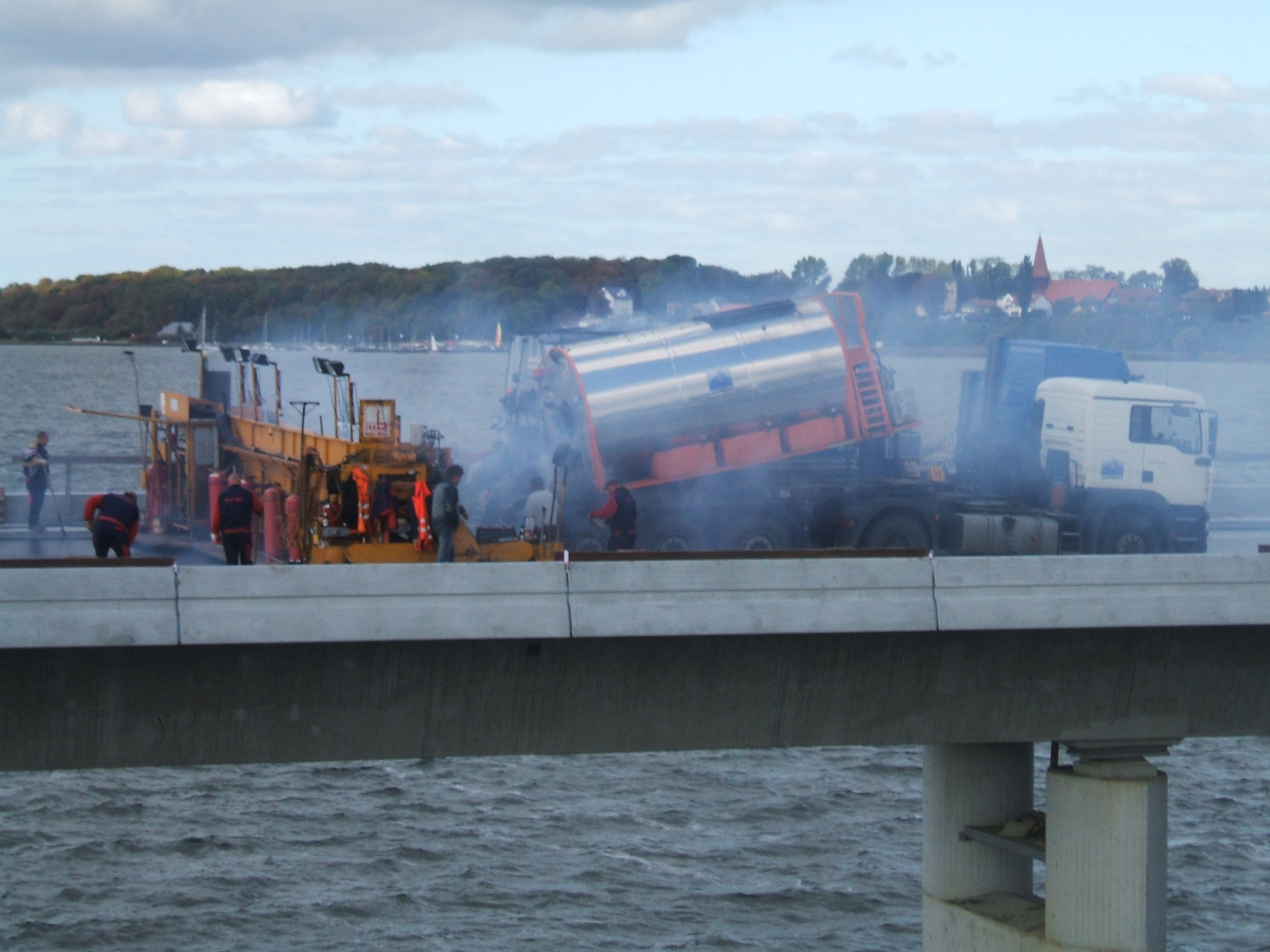
Gussasphaltkocher vor einer Gussasphaltbohle auf der Rügenbrücke 2007. Zum Entleeren können die Kocher angehoben werden.

## Sonstiges
- Umgangssprachlich werden Gussasphaltkocher häufig noch als Teerkocher bezeichnet. Auch auf Baustellen wird oft der Begriff Teerkolonne verwendet. Teer darf jedoch in Deutschland wegen seiner gesundheitsschädlichen Wirkungen seit 1984 nicht mehr im Straßenbau verwendet werden.[8]
- Das Bundesarbeitsgericht hat sich 2006 mit der Frage beschäftigt, ob Gussasphaltkocher juristisch als Transport-LKW oder als Baumaschine zu werten sind. Bei dieser für das Sozialkassenverfahren im Baugewerbe relevanten Frage kommt das Gericht zu dem Urteil, dass es sich bei Gussasphaltkochern nicht um branchenübliche Lastwagen, sondern um Spezialgeräte handelt, die ausschließlich für baugewerbliche Tätigkeiten sinnvoll eingesetzt werden können, nämlich Asphalt auf Straßen, Brücken und Innenraumböden aufzubringen (Bundesarbeitsgericht Urteil vom 2. August 2006 - 10 AZR 756/05).[9]

## Hersteller
In Deutschland werden Gussasphaltkocher ausschließlich in Betrieben des Mittelstandes produziert:
- Altenwerder Gussasphalt Technology AGT, Seevetal
- Benninghoven GmbH & Co. KG, Mülheim
- Grün GmbH, Wilnsdorf
- Kolberg GmbH, Bispingen
- Linnhoff & Henne GmbH & Co. KG, Stadtoldendorf